# Le avventure di Sinbad Junior
Le avventure di Sinbad Junior (Sinbad Jr. and his Magic Belt) è una serie animata prodotta da Hanna-Barbera.

## Personaggi
- Sinbad Junior
- Salty il pappagallo

## Episodi
- Drubbers
- Rock Around the Rock
- Ronstermon
- Captain Sly
- Caveman Daze
- Circus Hi Jinks
- Look Out, Lookout
- Typical Bad Night
- Woodchooper Stopper
- Arabian Knights
- Moon Madness
- Sizemograph Laugh
- Big Belt Bungle
- Jack and the Giant
- Turnabout is Foul Play
- Elephant on Ice
- Jekyll and Hyde
- Kooky Spooky
- Belted About
- Big Deal Seal
- The Gold Must Go Through
- Belt, Buckle and Boom
- Birdnapper
- Tiny Tenniputians
- Big Bully Blubbo Behaves
- Sinbad Jr. and Moon Rocket
- The Menace of Venice
- Bat Brain
- Invisible Villain
- Sad Gladiator
- About Ben Blubbo
- Hypnotized Guys
- Sizemodoodle Poodle
- Faces from Space
- Mad Mad Movies
- The Truth Hurts
- Bird God
- Evil Wizard
- Boat Race Ace
- Knight Fright
- My Fair Mermaid
- Frozen Fracas
- Sea Going Penguin
- Sinbad Jr. and the Mighty Magnet
- Tin Can Man
- Vulture Culture
- Wild Wax Works
- Irish Stew
- Sinbad Jr. and the Counterfeiters
- Sea Horse Laughs
- Hot Rod Salty
- Sunken Treasure
- Dodo A Go Go
- Gold Mine Muddle
- Paleface Race
- Surfboard Bully
- Magic Belt Factory
- Ride'em Sinbad
- Sinbad Jr. and the Master Weapon
- Fly by Knight
- Rainmaker Fakers
- Treasure of the Pyramids
- Killer Diller
- Railroad Ruckus
- Teahouse Louse
- Blubbo Goes Ape
- Super Duper Duplicator
- The Good Deed Steed
- Blubbos Goose Goof
- Hello Dolphin
- The Monster Mosquito
- Cry Sheep
- Sea Serpent Secret
- Wacky Walrus
- Cookie Caper
- Daze of Old
- Way Out Mahout
- Gaucho Blubbo
- Claim Jumper
- Space Beetles
- Dinosaur Horror
- Kangaroo Kaper
- Claim Jumpers
- Trap Happy Trapper
- Whale of a Tale
- Wicked Whirlpool